# Тунель часу
«Тунель часу» (англ. The Time Tunnel) — американський кольоровий науково-фантастичний серіалі Ірвіна Аллена на тему подорожей у час, випущений 20-м Century Fox Television та трансльований на телеканалі ABC.
Серіал складається одного сезону з 30 серій, який йшов з 1966 по 1967 рік.

## Сюжет
Уряд США побудував експериментальну машину часу, відому під назвою «Тунель часу» завдяки зовнішньому вигляду. База проєкту знаходиться на прихованому підземному комплексі в Аризоні завглибшки 800 поверхів, в якому працює понад 12 000 спеціалістів. Директорами проєкту є доктор Даглас Філліпс (Роберт Колберт), доктор Ентоні Ньюман (Джеймс Даррен) та генерал-лейтенант Гейвуд Кірк (Віт Бісселл). Спеціалістами, які їм допомагають, є доктор Реймонд Свейн (Джон Заремба), провідний фахівець в галузі електроніки, та доктор Енн Макгрегор (Лі Меріветер). Події розгортаються у майбутньому, в 1968 році, через два роки після початку показу серіалу, що відбувся у 1966 році

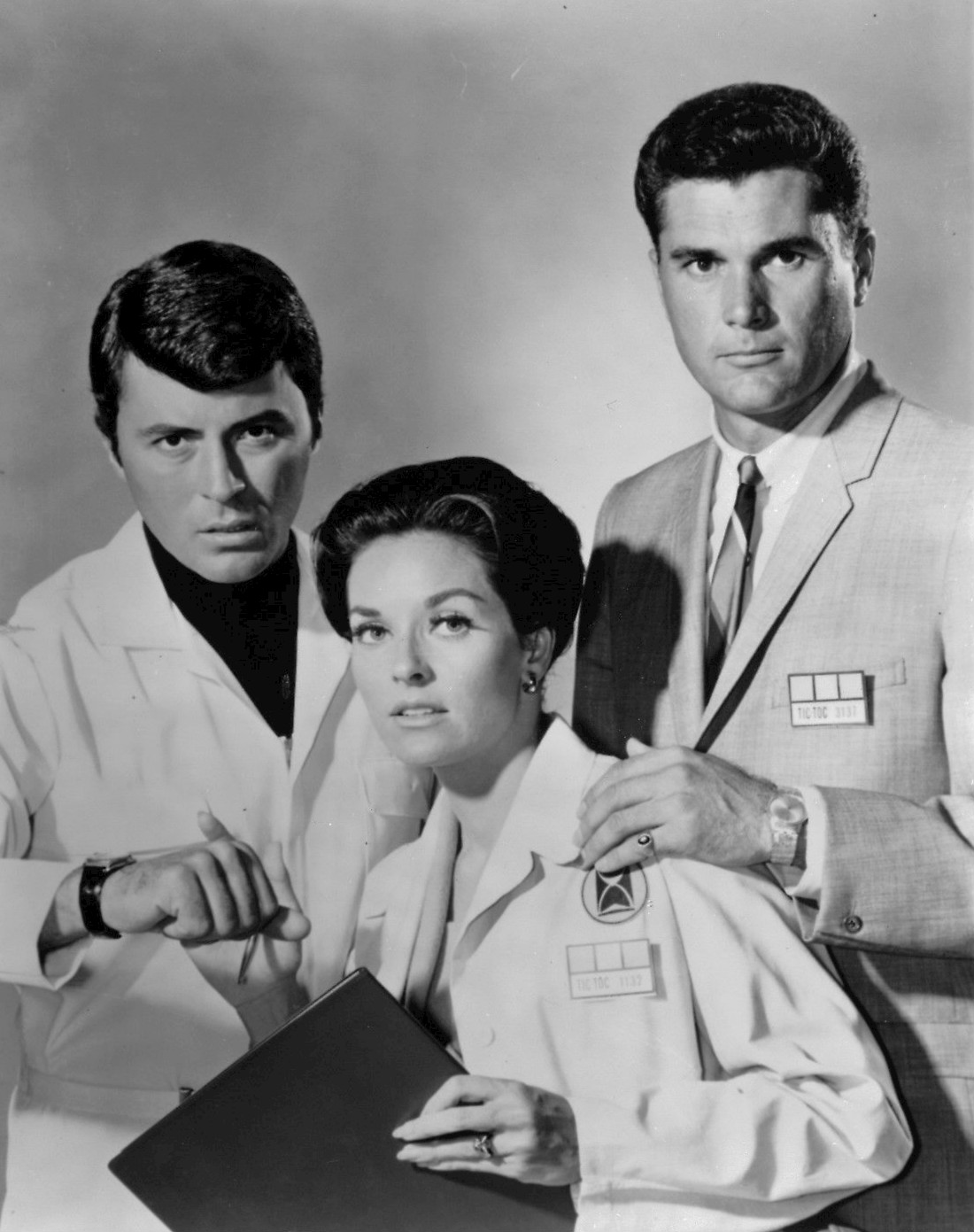
Доктори Ньюман (Джеймс Даррен), Енн Макгрегор (Лі Меріветер) та Даг Філліпс (Роберт Колберт), 1966.

Тунель часу розробляється десятий рік, коли сенатор США Лерой Кларк (Гері Меррілл) приїжджає для інспекції, щоб визначити, чи варто продовжувати фінансувати проєкт, який коштував 7,5 млрд доларів (еквівалентно 56 млрд у 2020 році). Сенатор Кларк вважає, що проєкт є марною тратою державних коштів. Розмовляючи з Філліпсом, Кірком та Ньюменом перед «Тунелем часу», він висуває ультиматум: або вони когось відправляють у часі і повертають його під час його візиту, або їх фінансування припиниться. Тоні добровільно погоджується, але йому забороняє директор проєкту Даг Філліпс. Заперечуючи це рішення, Тоні відправляє сам себе в часі. Даг йде слідом, щоб врятувати його, але вони обидва губляться в часі. Сенатор Кларк повертається до Вашингтона з обіцянкою, що фінансування проєкту не буде припинено до повернення вчених, а генерал Кірк залишиться відповідальним.
Кожен епізод серіалу висвітлює одне з місць перебування Тоні та Дага, з якого доктори «перелітають» до іншого наприкінці серії, де показується початок наступної пригоди. Епізоди 2–23 починаються з наступної вступної частини: Два американські вчені заблукали у закрученому лабіринті минулого та майбутнього під час перших експериментів на найбільшому та найпотаємнішому проєкті Америки — Тунелі часу. Тоні Ньюман і Даг Філліпс тепер безпорадно потрапляють у нові фантастичні пригоди, десь по нескінченних коридорах часу.
Two American scientists are lost in the swirling maze of past and future ages, during the first experiments on America's greatest and most secret project, the Time Tunnel. Tony Newman and Doug Phillips now tumble helplessly toward a new fantastic adventure, somewhere along the infinite corridors of time.
Тоні і Даг стають учасниками минулих подій, таких як затоплення Титаніка, атака на Перл-Гарбор, виверження Кракатау, загибелі Джорджа Кастера, битва при Аламо та інших. Генерал Кірк, Рей та Енн у диспетчерській можуть знаходити їх у часі та просторі, спостерігати за ними, час від часу спілкуватися з ними за допомогою голосового контакту та надсилати допомогу. Коли влітку 1967 року серіал була різко завершено ABC, вони не встигли зняти епізод, в якому Тоні і Даг повертаються до комплексу «Тунель часу».

## Реалізація подорожі в часі

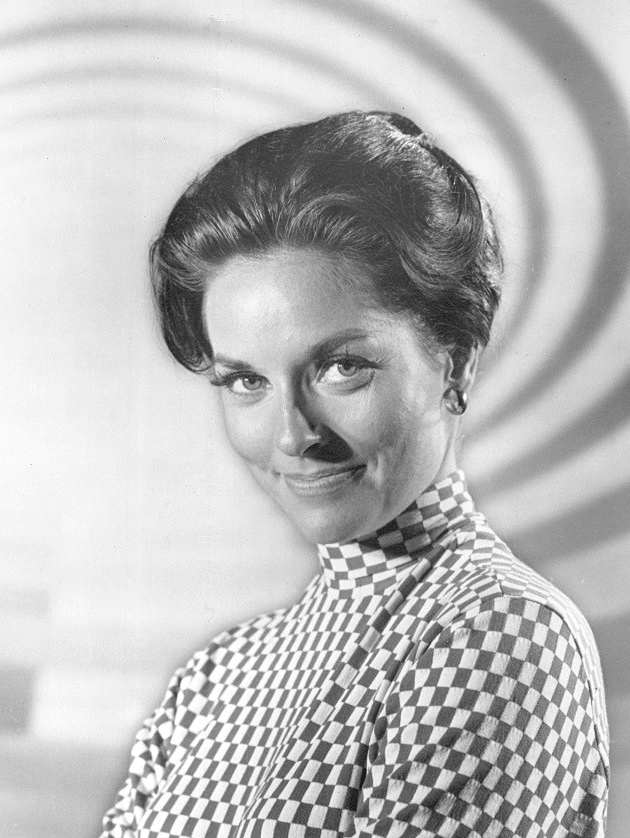
Лі Меріветер у ролі доктора Енн Макгрегор

Подорож у часі в серіалі полегшена тим, що час зображується як статичний континуум. Коли сенатор Кларк бачить зображення «Титаніка» на екрані під час першого епізоду, доктор Свейн повідомляє йому, що він бачить «живе минуле», а Алті Голл говорить Тоні Ньюману, що минуле і майбутнє це одне і те саме. Тунель часу — це також портал, що з'єднує «комплекс» тунелю часу з періодами часу, в яких знаходяться Даг і Тоні. Інші люди також можуть бути переселені тунелем з їхнього часу в інший час, так зокрема Нікколо Макіавеллі був перенесений із свого часу до Геттісбурзької кампанії 1863 року. Перенесення людей (крім Тоні та Дага) дотепер часто трапляється в серіалі, але єдиний випадок, коли Тоні та Даг повертаються до свого часу, трапляється в 27 серії («Мерлін-чарівник»), коли великий чарівник Мерлін використовує магію, щоб повернути їх додому в анабіозі, щоб він міг доручити їм виконувати місію за нього.

## Виробництво
У виробництві використовувались декорації, кадри та реквізит, що залишилися від великої кількості фільмів, випущених кінокомпанією XX Century Fox. Спеціально для серіалу був побудований лише один об'єкт — диспетчерський пункт Тунелю часу. Для пілотного епізоду було побудовано макет диспетчерської, а за допомогою оптичних матових знімків створено Тунель часу. Після пілотного епізоду відбулися зміни і режисери серіалу знімали свої сцени в іншій студії. У деяких епізодах були представлені космічні прибульці, які носили костюми та реквізит, спочатку створений для інших теле- та кінопродуктів Ірвіна Аллена. Набори реквізиту використовувались так само повторно.
Анахронізми та помилки в історичних факту мали місце в серіалі. Так вже у прем'єрному епізоді «Рандеву з учорашнім днем» капітана Сміта з «Титаніка» називають Малкольм, коли насправді його звали Едвард. Імена вторинних офіцерів також є вигаданими, хоча науково-популярна книга Волтера Лорда «Незабутня ніч» про катастрофу, вийшов за дев'ять років др того. Також є неточності з датами: спочатку Тоні заявляє, що він народився в 1938 році, а кількома епізодами пізніше в «Дні, коли впало небо», він заявляє, що йому було сім, коли Перл-Гарбор був атакований 7 грудня 1941 року, що вказує що він народився 1934 року, або, можливо навіть, 1933, якщо пізніше 7 грудня.
Заголовну пісню для «Тунелю часу» склав композитор Джон Вільямс (у титрах вказаний як «Джонні Вільямс»).
Серіал виграв премію Еммі в 1967 році за індивідуальні досягнення в кінематографії. Нагороду отримав Л. Б. «Білл» Ебботт за його фотографічні спецефекти.

## Епізоди
| 1 | «Rendezvous with Yesterday (укр. Рандеву з учорашнім днем)»       | 13 квітня 1912                            | Ірвін Аллен     | Ірвін Аллен Шимон Вінселберг і Гарольд Джек Блум | Титанік                                                                   | 9 вересня 1966    |                |
| Даг та Тоні потрапляють на борт «Титаніка» в суботу, 13 квітня, за день до того, як він зіткнеться з айсбергом і потоне. Герої намагаються попередити екіпаж про небезпеку і зустрічаються з капітаном Смітом, але запобігти катастрофі не вдається. |                                                                   |                                           |                 |                                                  |                                                                           |                   |                |
| 2 | «One Way to the Moon (укр. Шлях до Місяця)»                       | 1978                                      | Гаррі Гарріс    | Вільям Велч                                      | Пілотований космічний корабель                                            | 16 вересня 1966   |                |
| Даг та Тоні потрапляють на десять років у майбутнє, в 1978 рік на шатл M.E.M. (Mars Excursion Module), який повинен стати першим американським пілотованим космічним польотом на Марс. Мандрівникам у часі вдається викрити шпигуна на кораблі, який хотів вчинити саботаж, після чого ракета продовжила подорож на Марс вже без вчених. |                                                                   |                                           |                 |                                                  |                                                                           |                   |                |
| 3 | «End of the World (укр. Кінець світу)»                            | 21 травня 1910                            | Собі Мартін     | Пітер Б. Германо                                 | Шахтарське містечко                                                       | 23 вересня 1966   |                |
| Повернення Комети Галлея призводить до паніки у місті, через яку городяни покинули місто, щоб дочекатися кінця світу, передбаченого шанованим професором, доктором Ейнслі з місцевої обсерваторії. Даг та Тоні намагаються переконати професора та людей у помилковості їх думок і змушують повернутись до міста та почати операцію порятунку шахтарів, які опинились у копальні під час обвалу. |                                                                   |                                           |                 |                                                  |                                                                           |                   |                |
| 4 | «The Day the Sky Fell In (укр. День, коли впало небо)»            | 6 грудня 1941                             | Вільям Гейл     | Елліс Сент-Джозеф                                | Гонолулу, Гаваї                                                           | 30 вересня 1966   |                |
| Тоні і Даг прибувають всередину японського консульства в Гонолулу за день до нападу на Перл-Гарбор. На той час молодий Ентоні Ньюман жив у Гонолулу і провів цю ніч у будинку свого друга Біллі Ніла, який буде зруйнований під час атаки. Його батько, капітан-лейтенант ВМС США, пропав безвісти після нападу. Коли Тоні намагається попередити свого батька про майбутню атаку, той йому не вірить. Напад йде за розкладом наступного ранку, але Тоні і Даг встигають переконати матір Біллі, Луїзу Ніл (яку грає Сьюзан Фленнері), взяти Біллі та молодого Тоні та втекти в гори. Підполковник Ньюман отримав серйозні поранення в комунікаційному центрі під час вибуху бомби, намагаючись попередити USS Enterprise, щоб він тримався подалі від Перл-Гарбора. Тоні прибуває і допомагає батькові передати попередження на корабель. Потім старший Ньюман помирає на руках у сина. |                                                                   |                                           |                 |                                                  |                                                                           |                   |                |
| 5 | «The Last Patrol (укр. Останній патруль)»                         | 6 січня 1815                              | Собі Мартін     | Боб і Ванда Данкани                              | Новий Орлеан, штат Луїзіана                                               | 7 жовтня 1966     | Буде оголошено |
| Тоні і Даг прибувають в Луїзіану за день до битви за Новий Орлеан у війні 1812 року. Вони потрапляють у полон до британських військ і як шпигуни засуджуються до розстрілу на світанку. Сучасний генерал британської армії генерал Саутголл (Керролл О'Коннор), доставляється до Тунелю часу, щоб команда могла встановити місцезнаходження своїх вчених. Впізнавши свого предка, полковника Саутголла (яка також зіграв Керролл О'Коннор), і зізнавшись, що йому все одно не довго жити, генерал Саутголл наполягає на тому, щоб повернутися назад, щоб наказати полковнику Саутхолу звільнити двох учених і з'ясувати, чому він направив свої війська на добре укріплені позиції ворога. Проте генерал Саутголл не може переконати свого предка, і вони обидва гинуть у битві. Примітка: У епізоді сказано, що битва сталася 7 січня, хоча насправді вона відбулась 8 січня. |                                                                   |                                           |                 |                                                  |                                                                           |                   |                |
| 6 | «Crack of Doom (укр. Тріщина долі)»                               | 27 серпня 1883                            | Вільям Гейл     | Вільям Велч                                      | Кракатау, Нідерландська Ост-Індія                                         | 14 жовтня 1966    |                |
| Тоні і Даг прибувають на острів Кракатау в день виверження вулкану, де намагаються вмовити дослідника доктора Голланда (Торін Тетчер) і його дочку (Еллен Берстін) покинути острів до початку катастрофи. |                                                                   |                                           |                 |                                                  |                                                                           |                   |                |
| 7 | «Revenge of the Gods (укр. Помста богів)»                         | 23 квітня 1184 до н. е.                   | Собі Мартін     | Вільям Вудфілд та Аллан Балтер                   | Near Троя, Анатолія                                                       | 21 жовтня 1966    |                |
| Тоні і Даг опиняються біля Трої під час десятого року Троянської війни. Грецький полководець Одіссей сприймає мандрівників у часі за богів з Олімпу. У епізоді греки та троянці розмовляли сучасною англійською мовою, що дозволило Дагу та Тоні легко спілкуватися з ними. Вони є свідками історії про троянського коня, в результаті якої Єлена Троянська була врятована. |                                                                   |                                           |                 |                                                  |                                                                           |                   |                |
| 8 | «Massacre (укр. Різанина)»                                        | 24 червня 1876                            | Мюррей Голден   | Кері Вілбер                                      | Біг-Горн, територія Монтана                                               | 28 жовтня 1966    |                |
| Тоні і Даг опиняються в 1876 році в Монтані за день до битви при Літтл-Біггорн, де їх захоплює Шалений Кінь та його супутники. Дагу вдається втекти, але Тоні залишається і його ведуть до табору Сіу. Там він демонструє свою чесність і хоробрість Сидячому Бику. В той час Даг прямує за допомогою і намагається переконати підполковника Джорджа Армстронга Кастера спробувати врятувати Тоні, або переглянути його намір битися при Літтл-Біггорн. Кастер відмовляється від пропозиції та починає битву, в якій і гине. |                                                                   |                                           |                 |                                                  |                                                                           |                   |                |
| 9 | «Devil's Island (укр. Острів Диявола)»                            | 14 березня 1895                           | Джеррі Гоппер   | Боб і Ванда Данкани                              | Острів Диявола, Південна Америка                                          | 11 листопада 1966 |                |
| Тоні та Даг потрапляють до французької в'язниці на Острові Диявола, як тільки туди прибувають нові в'язні. Їх приймають за двох в'язнів, які втекли і ув'язнюють замість них. Інші в'язні не зацікавлені в втечі, поки капітан Альфред Дрейфус не прибуде на острів, але це частина схеми французького уряду щодо усунення Дрейфуса, вбивши Альфреда, якщо він спробує втекти. Мандрівникам у часі вдається зберегти життя Дрейфусу та допомогти іншим в'язням втекти з острова. |                                                                   |                                           |                 |                                                  |                                                                           |                   |                |
| 10 | «Reign of Terror (укр. Епоха терору)»                             | 8 жовтня 1793                             | Собі Мартін     | Вільям Велч                                      | Париж, Франція                                                            | 18 листопада 1966 |                |
| Тоні і Даг опиняються в Парижі у розпал Французької революції, знаний як Епоха терору. Продавець пропонує їм допомогти вибратися з міста, якщо вони допоможуть йому дістатися до Марії-Антуанетти та звільнити її. Натомість вони в підсумку допомагають дофіну, Людовіку XVII. Також Тоні і Даг стикаються з предком генерала Кірка, який через любовний зв'язок Марії-Антуанетти та іноземцем Акселем фон Ферзеном Молодшим звинувачує королеву у державній зрад і готує її страту. В кінці епізоду Даг і Тоні відволікають увагу молодого артилерійського лейтенанта на ім'я Наполеон Бонапарт, щоб крамар і дофін могли сісти на борт корабля, який доставить їх на волю. Примітка: У епізоді вказано, що Марію-Антуанетту стратили невдовзі після обіду 15 жовтня, однак страта насправді відбулася 16 жовтня. |                                                                   |                                           |                 |                                                  |                                                                           |                   |                |
| 11 | «Secret Weapon (укр. Таємна зброя)»                               | 16 червня 1956                            | Собі Мартін     | Теодор Епстейн                                   | Південно-Східна Європа                                                    | 25 листопада 1966 |                |
| Генерал Пентагону використовує прибуття мандрівників у часі до країни соцтабору, щоб відправити їх на шпигунську місію. Їм надсилають повідомлення про зустріч із контактною особою, яка приведе їх до секретного радянського проєкту, А-13. А-13 виявляється проєктом, дуже схожим на проєкт Тунель часу, але він не працює. Крім того, головний науковий співробітник цього проєкту нині (у 1968 році) перебігає до США. Тоні і Даг представляють себе вченими і отримують цінну інформацію про проєкт та перебіжчика. |                                                                   |                                           |                 |                                                  |                                                                           |                   |                |
| 12 | «The Death Trap (укр. Смертельна пастка)»                         | 21 лютого 1861                            | Вільям Гейл     | Леонард Стадд                                    | Балтимор, штат Меріленд                                                   | 2 грудня 1966     |                |
| Тоні і Даг опиняються в сараї у Балтиморі, де аболіціоністи готують замах на обраного президента США Авраама Лінкольна під час його подорожі до Вашингтона на інавгурацію. Мандрівники у часі за допомогою Алана Пінкертона (Роберт Голден Армстронг) заважають вчинити замах і допомагають Лінкольну успішно дістатись столиці. |                                                                   |                                           |                 |                                                  |                                                                           |                   |                |
| 13 | «The Alamo (укр. Аламо)»                                          | 6 березня 1836                            | Собі Мартін     | Боб і Ванда Данкани                              | Місія Аламо, Республіка Техас                                             | 9 грудня 1966     |                |
| Даг та Тоні потрапляють до місії Аламо напередодні битви за Аламо. Там вони зустрічають героїв Техаської революції Джеймса Бові (зіграв Джим Девіс) та Вільяма Тревіса, але за підсумками бою всі захисники місії були вбиті. |                                                                   |                                           |                 |                                                  |                                                                           |                   |                |
| 14 | «Night of the Long Knives (укр. Ніч довгих ножів)»                | Середина травня 1886                      | Пол Стенлі      | Вільям Велч                                      | Пустеля Тар, Індія                                                        | 16 грудня 1966    |                |
| Тоні та Даг потрапляють в пустелю Тар, де доктора Філіпса негайно схоплюють афганські повстанці, а в Тоні стріляють і залишають помирати. Його знаходить молодий Редьярд Кіплінг і доставляє до місцевого британського форту. Повстання проти британських окупантів зростає, і місцевому командиру наказано не нападати на повстанців. Однак один із вчених врятувався і повинен переконати британців напасти на повстанців, звільнивши доктора Філліпса і зупинивши Ніч довгих ножів, що є сигналом для початку повстання. |                                                                   |                                           |                 |                                                  |                                                                           |                   |                |
| 15 | «Invasion (укр. Вторгнення)»                                      | 4 червня 1944                             | Собі Мартін     | Боб і Ванда Данкани                              | Шербур, Франція                                                           | 23 грудня 1966    |                |
| Тоні і Даг опиняються в окупованій нацистами Франції у містечку Шербур за два дні до Дня D. Мандрівникам вдається допомогти підпіллю викрити інформатора та не дати нацистам завчасно дізнатись про початок наступу. |                                                                   |                                           |                 |                                                  |                                                                           |                   |                |
| 16 | «The Revenge of Robin Hood (укр. Помста Робін Гуда)»              | 14 червня 1215                            | Вільям Гейл     | Леонард Стадд                                    | Середньовічна Англія                                                      | 30 грудня 1966    |                |
| Граф Гантінґдон, у минулому Робін Гуд, подає петицію до короля Іоанна Безземельного підписати Велику хартію вольностей, або барони (які зібрали армії) скинуть короля. Доктор Філіпс з'явився безпосередньо біля тронного залу і почув кінець розмови. Коли король наказав своїм людям заарештувати графа Гантінґдона, той веде доблесний бій (з використанням меча), але його затримують, коли він на виході натрапляє на доктора Філіпса. Їх допитує король, намагаючись дізнатись де зустрічаються барони, але коли вони не кажуть, то їх ведуть до підземелля для катувань. Доктор Ньюман з'явився раніше в підземеллі, завдяки чому зумів перемогти охоронців і звільнити двох полонених. Тоні і Дагу вдається врятуватися, а Гантінґдон — ні. Тим не менш мандрівники в часі змушують короля підписати документ. |                                                                   |                                           |                 |                                                  |                                                                           |                   |                |
| 17 | «Kill Two by Two (укр. Вбити два на два)»                         | 17 лютого 1945                            | Гершель Догерті | Боб і Ванда Данкани                              | острів Мінамі Іво, Японія                                                 | 6 січня 1967      |                |
| Тоні і Даг опиняються в південній частині Тихого океану на острові Мінамі Іво, одному з двох островів біля узбережжя Іодзіми, за два дні до битви за Іодзіму під час Другої світової війни. Мандрівники в часі потрапляють у полон до лейтенанта Накамури (у виконанні Мако Івамацу), який замість того, щоб ув'язнити їх або вбити, пропонує їм гру. Накамура дає Дагу та Тоні одну годину на втечу, після чого починає переслідування. |                                                                   |                                           |                 |                                                  |                                                                           |                   |                |
| 18 | «Visitors from Beyond the Stars (укр. Прибульці з далеких зірок)» | 1885                                      | Собі Мартін     | Боб і Ванда Данкани                              | Аризона, США                                                              | 13 січня 1967     |                |
| Тоні і Даг опиняються на космічному кораблі інопланетян у космосі над Америкою. Інопланетяни кажуть Тоні та Дагу, що вони збираються забрати весь білок із Землі і що після їхнього від'їзду не залишиться життя, як це було зроблено з іншими планетами. Інопланетяни також кажуть їм, що існує три типи людей: ті, хто співпрацює, ті, кого можна змусити співпрацювати, і ті, кого вони повинні вбити. Інопланетяни висаджують свій корабель на фермі поблизу Маллінса, територія Аризони у 1885 році. Мандрівникам вдається перемогти ворога і змусити його полетіти з Землі У цьому епізоді використана музика Бернарда Геррмана з фільму «День, коли земля зупинилася» та звукові ефекти із фільму «Заборонена планета». |                                                                   |                                           |                 |                                                  |                                                                           |                   |                |
| 19 | «The Ghost of Nero (укр. Привид Нерона)»                          | 23 жовтня 1915                            | Собі Мартін     | Леонард Стадд                                    | вілла Гальби, Альпи, Північна Італія                                      | 20 січня 1967     |                |
| Тоні і Даг опиняються на вигаданій віллі Гальби у Північній Італії під час Італійської кампанії у Першій світовій війні та заходять у підвал, щоб уникнути артилерійських обстрілів. Там вони знаходять могилу Римського імператора Нерона, дух якого починає блуждати маєтком, вбиває одного з німецьких солдатів, після чого вирішує помститись і вбити італійського графа Енріко Гальбу, що є далеким родичем римського імператора Гальби, якого Нерон звинувачує у своєму вбивстві. Мандрівникам в часі вдається врятувати графа та дочекатись італійських військ, який вигнали німців. Коли італійська армія відвоювала віллу, привид Нерона вселився до молодого італійського капрала на ім'я Беніто Муссоліні, який обіцяє вигнати гунів зі своєї країни і відновити славу цезарів. Примітка: У серії багато історичних неточностей, так Італія оголосила війну Німеччині лише в серпні 1916 року, на рік пізніше подій сюжету, а граф Гальба звертається до Нерона з проханням про допомогу в боротьбі проти гунів, поширеного прізвиська німців у Першій світовій війні. Але справжні гуни вторглися в Італію через чотири століття після смерті Нерона. Цей епізод часто використовує музику Бернарда Геррмана з фільму «День, коли Земля зупинилася». |                                                                   |                                           |                 |                                                  |                                                                           |                   |                |
| 20 | «The Walls of Jericho (укр. Стіни Єрихона)»                       | 1550 до н. е.                             | Натан Юран      | Елліс Сент-Джозеф                                | Єрихон, Західний берег річки Йордан                                       | 27 січня 1967     |                |
| Тоні та Даг опиняються біля намету Ісуса Навина вночі, за два дні до закінчення ізраїльської облоги Єрихону. Він відправляє мандрівників у часі шпигувати в місто, які і стають тими двома біблейськими персонажами, що пробрались до міста і переховувались у блудниці Рахав. У вказаний день стіни Єрихону впали, повторивши повністю біблейську легенду. Примітка: У деяких часових поясах під час оригінального ефіру цього епізоду програма була перервана блоком новин ABC щодо загибелі трьох космонавтів у пожежі на космічному шаттлі Аполлон-1 під час підготовки до запуску першої пілотованої космічної місії «Аполлон» на стартовій майданчику в космічному центрі імені Кеннеді. В інших часових поясах перерва настала, коли в ефірі йшов телесеріал «Ранго». |                                                                   |                                           |                 |                                                  |                                                                           |                   |                |
| 21 | «Idol of Death (укр. Ідол смерті)»                                | 2 жовтня 1519                             | Собі Мартін     | Боб і Ванда Данкани                              | Веракрус, Мексика                                                         | 3 лютого 1967     |                |
| Тоні та Даг потрапляють до Мексики в часи Іспанського завоювання, де зустрічаються з Ернаном Кортесом (у виконанні Ентоні Карузо), який захоплює в полон сім'ю правителя Тлашкали. Після того, як він отримує потрібну інформацію про місцезнаходження цінної маски, Кортес вбиває короля і королеву, але мандрівникам в часі вдається врятувати сина. Дагу і Тоні вдається швидше за іспанців дістатись до маски та допомогти молодому правителю у боротьбі проти конкістадорів. |                                                                   |                                           |                 |                                                  |                                                                           |                   |                |
| 22 | «Billy the Kid (укр. Біллі Кід)»                                  | 23 квітня 1881                            | Натан Юран      | Вільям Велч                                      | Лінкольн, територія Нью-Мексико                                           | 10 лютого 1967    |                |
| Тоні і Даг опиняються у Лінкольні, що на території Нью-Мексико, де банда вбиває шерифі, який охороняє Біллі Кіда (його грає Роберт Вокер молодший). Біллі планує застрелити і Тоні та Дага, але Дагу вдається раніше застрелити Біллі, після чого вчені рятуються за містом. Біллі, пряжка ременя якого відбила кулю, переслідує їх і ловить у покинутому будинку за містом. Перш ніж Дага і Тоні вдасться розстріляти, генерал Кірк надсилає в кімнату звукову передачу, в якій повідомляє, що Біллі оточений правоохоронними органами, завдяки чому Тоні і Дагу вдається перемогти Біллі і зв'язати його. Тоні повертається до міста, щоб отримати допомогу від шерифа, але його приймають за Кіда і арештовують. Коли шериф Пет Гарретт приїжджає назад у місто, він бачить, що доктор Ньюмен не є Біллі Кідом, але городяни впевнені у зворотному і нападають на кабінет шерифа. Гарретту і Тоні вдається втекти і повернутися в закинуту будівлю, щоб заарештувати Біллі. Однак Кіда врятувала його банда, Даг втік від них і попрямував до міста. Повернувшись до міста, він виявляє, що Біллі чекає його. Біллі вимагає розборки на вулицях, але Гарретт і Даг вчасно прибувають і Гаррет арештовує Біллі та його банду, а Тоні та Даг переміщуються у новий історичний момент. |                                                                   |                                           |                 |                                                  |                                                                           |                   |                |
| 23 | «Pirates of Deadman's Island (укр. Пірати Острова мертвих)»       | 9 квітня 1805                             | Собі Мартін     | Barney Slater                                    | Берберія, Північна Африка                                                 | 17 лютого 1967    |                |
| Тоні і Даг опиняються на африканському середземноморському узбережжі на піратському кораблі під час Першої берберійської війни і одразу потрапляють у полон. Капітан Біл (Віктор Джорі), пірат-варвар, наказує розстріляти незнайомців, однак племінник короля Іспанії Армандо, який також був схоплений, попросив зберегти життя американцям, сказавши, що Тоні і Даг можуть стежити за ним, поки іспанська корона не заплатить викуп. Даг, Тоні та хлопчик роблять спробу декількох втеч, але кожного разу їх ловлять. Потім Біл вирішує таки вбити Дага і Тоні, але обстріли з кількох кораблів ВМС США під керівництвом капітана Стівена Декейтера, який прибув, щоб перемогти піратів у війні. Мандрівникам у часі вдається допомогти своєї армії розбити піратів, однак і Даг, і Армандо важко поранені, і виникає небезпека, що вони обоє можуть загинути. Тому щойно вийшовший на пенсію лікар Тунелю часу, доктор Бенджамін Бергарт, наполягає на тому, щоб його теж перекинули у той час аби він міг допомогти пораненим американським морякам. Беркгарт за допомогою сучасних медикаментів рятує життя постраждалих і залишається назавжди у тому часі. Примітка: Це останній епізод, де була показана вступна частина. |                                                                   |                                           |                 |                                                  |                                                                           |                   |                |
| 24 | «Chase Through Time (укр. Погоня крізь час)»                      | 1547, 1 млн років та 1 млн років до н. н. | Собі Мартін     | Кері Вілбер                                      | Великий каньйон, футуристична вуликова громада та дощовий ліс Плейстоцену | 24 лютого 1967    | Буде оголошено |
| Тоні і Даг опиняються біля Великого каньйону, штат Аризона. Тим часом у Тунелі часу Рауль Німан (Роберт Дюваль), шпигун неуточненої країни чи організації, підклав ядерну бомбу десь у комплексі. Перевірка безпеки виявляє його присутність, і, не маючи жодної іншої можливості втечі, він стрибає в Тунель часу. Тунель був налаштований на місце розташування Дуга і Тоні, тому Німан також прибуває поблизу Великого каньйону. Генерал Кірк, Ен та доктор Свейн не можуть знайти бомбу і кажуть Тоні та Дагу, що ті вони повинні схопити Німана і змусити його повідомити їм місце бомби. Але фіксація часового періоду зсувається і переміщує Німана в інший час. Мандрівники в часі прибувають у мільйонний рік, через десять років після прибуття туди Німана, який здобув прихильність місцевої влади. Тому персонал Тунелю часу намагається переміщати їх, разом із Німаном, назад у наш час. Однак випадково до них потрапляє також двоє людей тієї епохи: охоронець Німана Вокар (Лью Галло) та симпатична жінка-працівник на ім'я Z24A19 (Вітіна Маркус). Усі п'ятеро прибувають у мільйонний рік до н.е, де потраплять у гігантський вулик. Німану нагадують, що якщо Тунель часу підірвуть, вони всі тут загинуть, тому шпигун знаходить таймер, і вчасно його вимикає. Оскільки чути звук наближення бджіл, їм усім потрібно врятуватися з вулика, але Туннель часу може перенести лише двох людей одночасно; Даг і Тоні переносяться спочатку, а потім за ними слідують до свого часу двоє людей з майбутнього. Більше у Тунелю бракує потужності для здійснення переміщень, тому Німан залишається у вулику і ймовірно гине. Примітка: Цей епізод використовує музику з фільму «День, коли Земля зупинилася» і звукові ефекти із фільму «Заборонена планета», а сцени динозаврів, взяті із фільму «Загублений світ» 1960 року.                                                              |                                                                   |                                           |                 |                                                  |                                                                           |                   |                |
| 25 | «The Death Merchant (укр. Мертвий торговець)»                     | 2 липня 1863                              | Натан Юран      | Боб і Ванда Данкани                              | Адамс, Пенсільванія                                                       | 3 березня 1967    |                |
| Тоні і Даг прибувають у 1863 рік на битву під Геттісбургом під час громадянської війни в Америці, де доктор Тоні Ньюман був вражений артилерійським вибухом. Доктор Даг Філліпс відступає з поля бою разом з невеликою групою солдатів Союзу, командир яких каже йому одягнути форму Союзу. Тоні ж знаходить невелика група солдатів Конфедерації. Через амнезію після вибуху, він забуває своє минуле і його переконують, що він є лейтенантом, якого воїни конфедерації очікували, і одягає конфедеративну форму. В той же час стає відомо, що чоловік на ім'я Майклз, викрав порох у армії Союзу і, збирається продати його армії Конфедерації. Обидві сторони намагаються спочатку знайти Майклза і отримати порох. Містер Майклз насправді є філософом початку XVI століття Нікколо Макіавеллі (його зіграв Малакі Трон), якого Тунель випадково переніс у цей період. Коли конфедерати з'являться, Макіавеллі готовий дати їм порох, бо війна набагато цікавіша, коли обидві сторони мають рівні сили. Тоні, Даг та Макіавеллі врешті-решт пробираються до печери, де зберігається порох. Даг і Тоні б'ються, внаслідок чого Тоні відновлює пам'ять після того, як Даг нокаутував його. Тунель часу переносить Макіавеллі назад свого часу (3 січня 1519 року), а Тоні та Дага — у нову пригоду. |                                                                   |                                           |                 |                                                  |                                                                           |                   |                |
| 26 | «Attack of the Barbarians (укр. Напад варварів)»                  | 1287                                      | Собі Мартін     | Robert Hamner                                    | Східна Азія                                                               | 10 березня 1967   |                |
| Даг і Тоні, одягнені у звичне вбрання, попри те, що залишили попередню епоху у військовій формі, прибули десь до Монголії чи Східного Китаю, і були захоплені монголами та доставлені до намету хана Батия (Артур Батанідес). Батий, онук Чингісхана, вважає себе законним спадкоємцем Чингізидів, але він повинен подолати Кублай-хана. Мандрівникам у часі вдається втекти з табору, де їх знаходять Марко Поло (Джон Саксон). Тоні і Даг шукають безпеки у фортеці, де Тоні закохується в принцесу Саріт (Вітіна Маркус), єдину дочку Кублай-хана. Батий вирішує викрасти Саріт і одружитися з нею, тим самим об'єднавши різні монгольські племена. Після того як завдяки Тоні та Дагу цей план провалився, сили Батия розпочали масовий штурм фортеці. Вчені виготовляють артилерійські снаряди, змішуючи димний порох і нітрат калію в порожніх глечиках для води, а Генерал Кірк передає через Тунель запалювачі, завдяки чому вдається відбити штурм. Примітка: Події відбуваються у 1287 році, але хана Батий помер у 1259 році, коли Марко Поло було лише 5 років і за 12 років до того, як Марко розпочав свої подорожі на Схід. |                                                                   |                                           |                 |                                                  |                                                                           |                   |                |
| 27 | «Merlin the Magician (укр. Чарівник Мерлін)»                      | 544                                       | Гаррі Гарріс    | Вільям Велч                                      | Корнуолл, Англія                                                          | 17 березня 1967   |                |
| Чарівник Мерлін відправляє Дага і Тоні до Корнуолла в 544 році. Там вони відбиваються від групи вікінгів і стикаються з молодим чоловіком на ім'я Артур Пендрагон, батька якого було вбито вікінгами. З'являється Мерлін і наказує Тоні і Дагу захищати Артура будь-якою ціною. Потім кілька вікінгів атакує і Дага б'ють мечем, а Тоні та Артура схоплюють. Коли Даг пробуджується, він знаходиться в замку короля Лодеґранса і за ним доглядає дочка короля Ґвіневера. Мерлін зцілює Дага, який вирушає шукати слабкі місця у замку вікінгів, через що вони з Ґвіневерою, яка пішла за Дагом, також потрапляють у полон. Мерлін звільняє Артура, Дага і Тоні від кайданів, але каже їм, що вони повинні самі втекти із замкненої кімнати, оскільки існує обмеження кількості магії, яку він може виконати за раз. Даг і Тоні вибивають двері камери за допомогою знань з фізики, після чого Даг збирає війська Лодеґранса і повертає їх до бою, але Мерлін каже, що вікінгів не злякають ці лицарі, тому він перетворює їх одяг на такий як у вікінгів, що є останньою магією, якою Мерлін може допомогти їм у цій історії. Лицарі штурмують замок і виганяють вікінгів, поки Тоні вбиває вожака вікінгів Вогана (Вінсент Бек). Примітка: Цей епізод показує вікінгів в Англії приблизно за 250 років до початку епохи вікінгів та їх першої відомої появи на Британських островах 8 червня 793 року. |                                                                   |                                           |                 |                                                  |                                                                           |                   |                |
| 28 | «The Kidnappers (укр. Викрадачі)»                                 | 8433                                      | Собі Мартін     | Вільям Велч                                      | Планетарна система зірки Канопус                                          | 24 березня 1967   | Буде оголошено |
| Інопланетний мандрівник у часі на ім'я OTT (англ. Official Time Traveler) (у виконанні Дель Монро) з'являється в диспетчерській в Тунелі часу і викрадає доктора Ен Макгрегор. Рей виявляє металеву перфокарту, імовірно випущену ОТТ, яка має набір просторово-часових координат. Кірк наказує Рей перенести Дага і Тоні до тих координат, які розміщують їх на планеті в системі зірки Канопус у 8433 році. Вони перебувають у футуристичному комплексі, керованому куратором (якого зіграв Майкл Ансара), який почав зібрати всі дані історії Землі, витягнувши спогади всіх її історичних діячів і зробивши їх «овочами». Як перші мандрівники в часі, Даг і Тоні підходять для проєкту. Викрадення Енн стала «приманкою» для того, щоб переселити їх туди Тунелем часу. Даг, Тоні та Енн стикаються з небезпекою, щоб їх перетворили на овочі, як три історичні особи, яких там бачили — Цицерон, Еразм Ротердамський та Адольф Гітлер, але вони виявляють головну вразливість інопланетян: як рослини, вони отримують їжу від світла свого «сонця» — Канопуса, завмираючи вночі. Вони обманюють куратора, думаючи, що вони з'їли наркотизовані харчові таблетки, що б усипило їх на нічний період. Коли куратор і охоронці засинають вночі, Даг, Тоні та Енн не сплять і намагаються отримати перетворювач простору часу та врятуватися. Вони перехитрили і вбили ОТТ, який за допомогою енергетичного блоку міг не спати і патрулювати комплекс інопланетян; Енн вирушає назад до диспетчерської тунелю часу, але Даг і Тоні переносяться в іншу точку часу і продовжують свої подорожі. Примітка: У цьому епізоді також використана музика Бернарда Геррмана з фільму «День, коли земля зупинилася». У серії вказується, що відстань до Канопуса складає 98 світлових років, що вважалось ймовірною відстанню до зірки у 1967 році, тоді як зараз відомо, що воно становить 310 ± 20 світлових років. |                                                                   |                                           |                 |                                                  |                                                                           |                   |                |
| 29 | «Raiders from Outer Space (укр. Рейдери з космосу)»               | 2 листопада 1883                          | Натан Юран      | Боб і Ванда Данкани                              | Хартум, Судан                                                             | 31 березня 1967   |                |
| Тоні і Даг опиняються в середині битви за Хартум між британськими та арабськими силами в Судані. У своїх спробах сховатися від армій, що воюють, мандрівники в часі стикаються з двома прибульцями, які беруть їх у полон. Потім лідер інопланетян (з Арістоса) зв'язується з центром управління «Тунелем часу» і кажуть тим не втручатися. Пояснивши свій план завоювання Землі знищивши місто Лондон, прибульці наказують вивезти доктора Ньюмана в пустелю і вбити променем зневоднення, тоді як доктора Філліпса посадити у машину, щоб витягти з його мозку всі знання. Втім доктора Ньюмена рятують двоє британських солдатів, які опинились поряд. Він веде їх до бази прибульців, де вбивають одного з солдатів. Тунель часу також може перемістити доктора Філіпса з машини інопланетян туди, де знаходиться доктор Ньюман. У відповідь інопланетяни направляють бомбу до диспетчерської Тунелю часу, яка вибухне за шістдесят хвилин, якщо весь персонал не буде евакуйовано на верхні рівні комплексу. Не маючи можливості ефективно атакувати прибульців наявними ресурсами, Тоні, Даг та британський солдат забирають гранати та порох з Хартума. Вони атакують базу інопланетян, але їм недостатньо ресурсів для її знищення. Однак безпосередньо перед тим, як бомба вибухне в диспетчерській Тунелю часу, вчені передають через свій пристрій бомбу на базу інопланетян, знищуючи її через кілька хвилин. Примітка: Хоча у серії події відбуваються у 1883 році, насправді битва при Хартумі велася в 1884−1885 роках. |                                                                   |                                           |                 |                                                  |                                                                           |                   |                |
| 30 | «Town of Terror (укр. Місто терору)»                              | 10 вересня 1978                           | Гершель Догерті | Кері Вілбер                                      | Кліфпорт, штат Мен                                                        | 7 квітня 1967     | Буде оголошено |
| Тоні і Даг опиняються у підвалі готелю, що має надсучасне обладнання. Коли вони потрапляють у фойє готелю, власниця (її грає Мейбл Албертсон) каже їм, що підвалу немає. Вони намагаються переконати її, та вона знерухомлює мандрівників. Тунель часу звільняє їх від знерухомлення шляхом переміщення, після чого Даг і Тоні тікають з готелю. Силове поле навколо міста перешкоджає втекти з міста, але двоє молодих людей — Жоан (Гезар Янг) і Піт (Гері Гейнс) зіткнутися з ними. Тоні та Даг з'ясовують, що городян знерухомили, і прибульці використовують зовнішній вигляд городян, щоб виглядати як люди. Інопланетяни планують транспортувати весь кисень від земної атмосфери до бідної на атмосферу рідної планети Андрос. Інопланетяни також починають висмоктувати кисень із штабу Тунелю часу, майже вбиваючи таким чином персонал. Джоан і Піт допомагають Тоні і Дагу отримати динаміт, з якого виготовляються бомби сповільненої дії. Даг і Тоні успішно підривають кімнату управління інопланетянами, позбавляючи їх змоги виводити кисень із Землі, звільняючи городян і рятуючи персонал Тунелю часу. Після цього Даг і Тоні опиняються на палубі Титаніка, а короткий зміст наступного епізоду ("Рандеву з учорашнім днем") описує першу серію серіалу, таким чином зациклюючи історію мандрівників у часі. |                                                                   |                                           |                 |                                                  |                                                                           |                   |                |